# Congresso Ornitológico Internacional
O Congresso Ornitológico Internacional é o mais antigo e maior encontro de ornitólogos. Os encontros são organizados pelo Comité Ornitológico Internacional, um grupo constituído por 200 ornitólogos. O primeiro congresso teve lugar em 1884. Até 1926, sua organização era irregular, mas a partir dessa data decidiu-se organizá-lo a cada quatro anos, o que apenas não sucedeu durante a Segunda Guerra Mundial.

## Lista dos congressos
- 1884: Viena, Áustria
- 1891: Budapeste, Hungria
- 1900: Paris, França
- 1905: Londres, Reino Unido
- 1910: Berlim, Alemanha
- 1926: Copenhague, Dinamarca
- 1930: Amsterdã, Países Baixos
- 1934: Oxford, Reino Unido
- 1938: Rouen, França
- 1950: Uppsala, Suécia
- 1954: Basel, Suíça
- 1958: Helsinque, Finlândia
- 1962: Ithaca, Estados Unidos
- 1966: Oxford, Reino Unido
- 1970: Haia, Países Baixos
- 1974: Canberra, Austrália
- 1978: Berlim, Alemanha
- 1982: Moscou, União Soviética
- 1986: Ottawa, Canadá
- 1990: Christchurch, Nova Zelândia
- 1994: Viena, Áustria
- 1998: Durban, África do Sul
- 2002: Beijing, China
- 2006: Hamburgo, Alemanha
- 2010: Campos do Jordão, Brasil
- 2014: Tóquio, Japão
- 2018: Vancouver, Canadá